# Zuppa d'avena
La zuppa d'avena o pappa d'avena è un tipo di porridge preparato facendo bollire l'avena in acqua, talvolta latte, o entrambi. Se ricavato da farina d'avena, può essere simile a una polenta d'avena, ma generalmente più liquida e meno concentrata.
In molte culture (ad esempio in Gran Bretagna) si tratta di un alimento da colazione, spesso consumato con l'aggiunta di zucchero, composta di frutta o marmellata. Nei Paesi slavi la zuppa d'avena può talvolta sostituire le patate. La più popolare in Russia è la kaša, pietanza salata che può essere preparata anche con altri cereali.